# Rodungsname

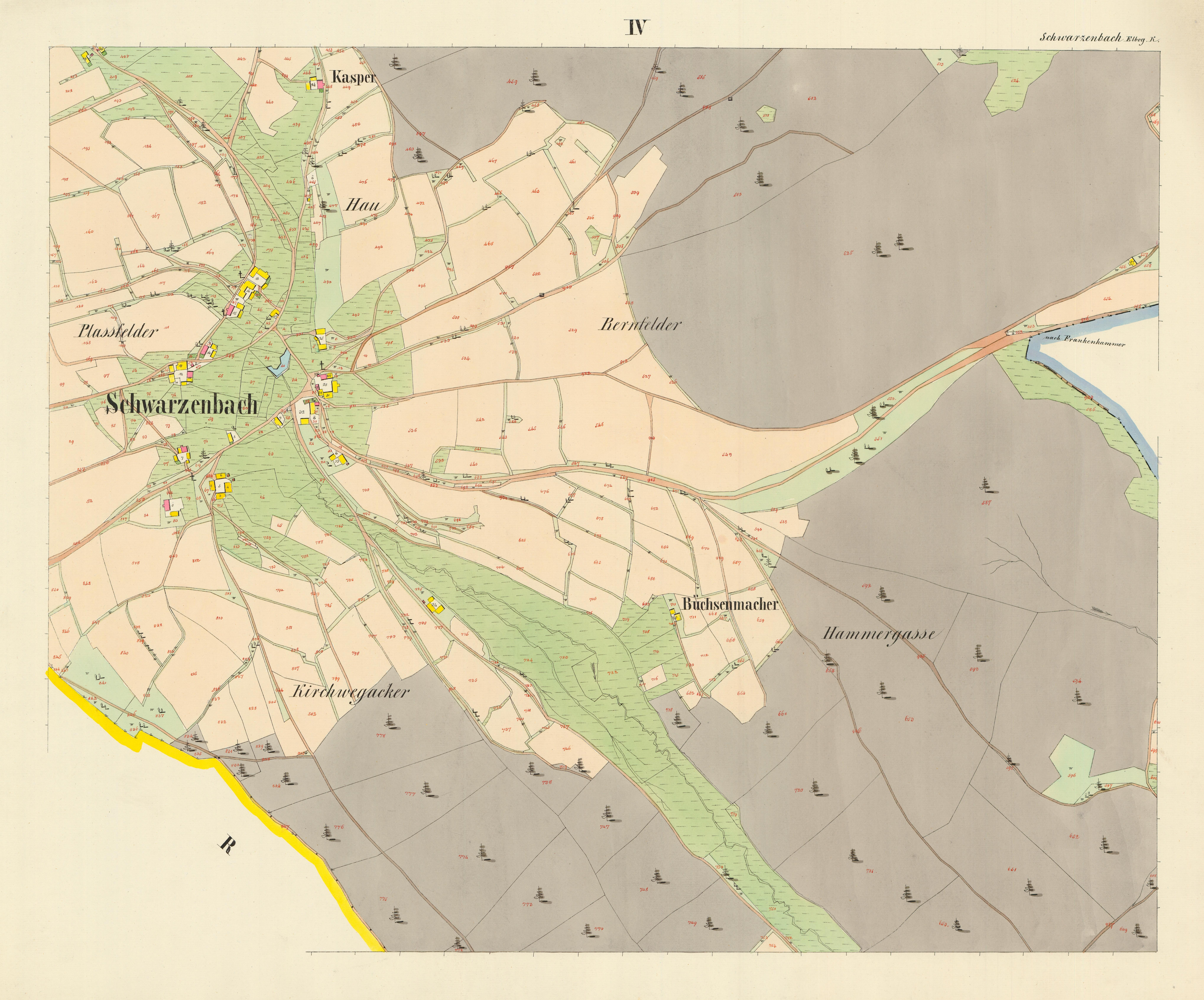
Riednamen von Schwarzenbach (ca. 1842)

Rodungsname nennt man in der Namenkunde der Orte (Toponomastik) ein Toponym, das sich auf eine Rodung bezieht. Sie sind in Europa in den mehreren Phasen der mittelalterlichen Landnahme (Rodungszeit) entstanden.

## Grundlagen
Zahlreiche Orts- und Flurnamen weisen auf Landnahme durch Rodungen hin und lassen sich in Toponomastik und Namenforschung zeitlich zuordnen:

## Liste von Rodungsnamen
(Abkürzungen: ahd. = althochdeutsch, mhd. = mittelhochdeutsch, hd. = hochdeutsch, mnd. = mittelniederdeutsch, nd. = niederdeutsch, od. = oberdeutsch):
Nachantike Besiedelung:
- svetla, slawisch „Lichtung“ oder „Rodung“: Zwettl

Früheste deutsche Sprachschicht:
- roden, nd., reuten „Rodung“ (Entfernen der Bäume mitsamt der Wurzel, siehe auch Reutbergwirtschaft; von ahd. riodan), häufig auch mit voranstehendem g(e)- für „das gerodete [Land]“:
-rath, -rod-, -rohd/t-, rothe- (diese od. aber auch zu Rotte); -roda, -rode-  (z. B. Rodern, Roderen), mit -ing am Harz zu -ingerode/-igerode, -roden- (Rodenkirchen);  Roid, -roith; Rott (Ottrott im Elsass, sonst auch zu Rotte); Röd/Röt/Rödt (z. B. auch Oberroedern im Elsass); Reit, Reitern, Reith, Greut, -greith, -rheid; -reut-/-reuth (Bayreuth), Reute, Reutte (solches aber auch zu Reet „Röhricht“, Moorbesiedlung); mit Lautwandel -rad(e)-, -raht, -rath; -raut(er); -ray; Ried, -rieth, Riet, Krith (so auch zu Ried „Röhricht“, hier jedoch zu ahd. riod von riodan „reuten, roden“); Ger(e)uth, Kruth; ruid/t; Rüti, Rüthi (in der Schweiz)
- stoc(h) ahd. „Baumstumpf“, bezieht sich auf Stockung[2]: -stock
- horst, hurst „Gehölz“, bezeichnet Niederwaldwirtschaft, auch Name der Moorbesiedlung

Namen dieser Schicht sind der fränkischen Landnahme (5.–7. Jh.) im Westen zuzuordnen, und den anschließenden Erweiterungen des Frankenreiches auf Bayern, und später Österreich/Südtirol (Baiuwarische Landnahme) und Sachsen (jew. bis etwa zum 9. Jahrhundert)
Im Hochmittelalter findet eine zweite Rodungswelle zwischen dem 11. und 13. Jahrhundert statt:
- schlag, mhd. „Fällung“: -schlag; (aber auch zu Schlagbaum „Gebietsgrenze“, „Zoll“)
Grimm gibt 1314 als frühesten Nachweis dieses Namens.[3]
- hauw mhd. „Hauung, Niederwald“: -hau, häu, hai; gehaue
- hieb, mhd. „Schlag“
- swenden, prät. swante, mnd. swande „Schwendbau“ (Entfernen des Bewuchses durch regelmäßigen Schnitt oder Ringelung):
Schwand/Schwant/Schwandt, -schwand/t/dt, Schwanden/Schwanten/Schwandten; Gschwand/Gschwant/Gschwandt, Gschwandl; Schwend, -schwend/t/dt Schwende; Gschwend/Gschwent/Gschwendt
in Mittelberg im Kleinwalsertal, Vorarlberg, gibt es beispielsweise die Orte Schwand, Schwende, Schwendle
- meizen, mhd. „abhauen, abschneiden“, bairisch Meiß „Abholzung“: Amasegg, Maisenberg, Masenberg, Madstein (Meizzenstein, 11. Jh.)[4]

In diese Zeit datieren lassen sich auch Brandrodungen – kann sich aber auch auf spätere Brandereignisse beziehen:
- brant, brende mhd. „Brand“:
Brand, -brand, -brände; Brandstatt
- senge, mhd. „Brandrodung“: -senge(n), -singe(n), -sang; auch: absang „Anzündung“: Feuersang

Seit dem 13. Jahrhundert bezeugt ist:
- -grün „Grünland, dem Wald abgerungen“: im Vogt- und Egerland häufen sich solche Orte seit dem 13. Jh.

Namen für bei Rodungen stehengebliebenem Wald:
- Schachen, althochdeutsch scahho „Gehölz“

Auch Familiennamen als Wohnstättennamen leiten sich dann reich namensbildend von diesen Worten ab: z. B. Reuter, Reiter; Schwendener, Schwentner und zahlreiche ähnliche Formen und Zusammensetzungen.